# Friedrich Rainer
Friedrich Rainer (Sankt Veit an der Glan, 28 juli 1903 - Ljubljana, 19 juli 1947) was een nationaalsocialistische gouwleider tijdens de Tweede Wereldoorlog. En vanaf 1940 Rijksstadhouder van Salzburg, en vanaf 1941 ook van Karinthië. Hij was ook parlementslid voor de NSDAP in de Rijksdag en SS-Obergruppenführer (luitenant-generaal) in de Schutzstaffel (SS).

## Leven
Op 28 juli 1903 werd Friedrich Rainer geboren in Sankt Veit an der Glan. Zijn vader was Norbert Rainer, een leraar aan een burgerschool in St. Veit. Zijn vader werkte als bijverdienste als lokale historicus, en schreef artikels voor Duitse nationale kranten. Norbert Rainer was lid van de Deutsche Demokratische Partei (DDP), en later van de Großdeutsche Volkspartei (GDVP). Zijn vader was getrouwd met Friedricke Rainer (geboren Klein in Rosegg).
Rainer had drie zussen, en voltooide zijn schoolgang op een lagere school in zijn geboorteplaats. Hij ging daarna naar het atheneum in Klagenfurt, waar hij in 1922 afstudeerde. Hierna studeerde hij aan de Universiteit van Graz rechtsgeleerdheid, en verdiende zijn geld tussen de semesters als een werknemer en bankemployé. Na het succesvol afronden van zijn examens, werkte hij op een notariskantoor voordat hij in november 1926 promoveerde. Hierna voltooide hij de voorbereidende dienst om notaris te worden, en slaagde in 1929 voor het notarisexamen en werkte vanaf 1931 als notaris in Klagenfurt.
Tijdens zijn studie werd Rainer in 1923 lid van de Sturmabteilung. Hij werd in 1925 ook lid van de studentenvereniging Burschenschaft. Als student was hij lid van verschillende organisaties in St. Veit, waaronder de Bürgerwehr en de turnbond. Rainer nam deel aan het Oostenrijks-Sloveens conflict in Karinthië. Hij werd als vrijwilliger niet aan het front ingezet.
In oktober 1930 trad Rainer tot de NSDAP toe. Hij was medeoprichter van de NSDAP-Ortsgruppe St. Veit. In 1933 werd Rainer ook lid van de Schutzstaffel, en hij behoorde ook toe tot de Sicherheitsdienst (SD). Hij was een goede vriend van Odilo Globočnik, en zij bleven vrienden voor de rest van hun levens. In hetzelfde jaar was Rainer aangesteld in het bureau van de gouwleider Hubert Klausner; Globocnik werd ook geprotegeerd door Klausner. In 1933 werd Rainer lid van de SS. Hij deed dienst in het SS-Standarte Kärnten, waar hij voor de verbindingen zorgde.
Op 21 mei 1932 trouwde Rainer met Ada Pflüger (geboren 25 augustus 1904 te Jägerndorf). Het echtpaar kreeg drie dochters (geboren op 2 december 1933, 9 mei 1939 en 20 augustus 1942) en twee zonen (geboren op 29 januari 1935 en 31 januari 1937). Een andere bronnen vermelden: zeven- en acht kinderen!
Op 20 augustus 1935 werd Rainer voor tien dagen in verzekerde bewaring gesteld, en veroordeeld tot een jaar gevangenisstraf wegens hoogverraad - de exacte omstandigheden zijn niet gekend; wegens goed gedrag werd hij in maart 1936 vrijgelaten uit de gevangenis. Op 12 mei 1936 werd Rainer benoemd tot lid van de landsregering Karinthië van de NSDAP. Hij vervulde deze functie tot oktober 1936.
Tijdens de Anschluss werd Rainer op 15 maart 1938 door Josef Bürckel als leider van de organisatieafdeling in zijn staf opgenomen.
Op 12 mei 1938 werd Rainer persoonlijk door Hitler tot gouwleider van Salzburg benoemd. En na de Duitse Rijksdagverkiezingen 1938 werd hij gekozen tot parlementslid in de Rijksdag.
Hij was als gouwleider op 5 maart 1939 tijdens de opening van de Gauführerschule op fort Hohenwerfen. Vanaf 1 september 1939 was Rainer Reichsverteidigungskommissar (RVK) (Rijksverdedigingscommissaris) van het Wehrkreis XVIII. Hierna volgde op 15 maart 1940 zijn benoeming tot Reichsstatthalter von Salzburg (Rijksstadhouder van Salzburg). Op 18 november 1941 verkreeg Rainer de NSDAP-Gauleitung (vrije vertaling: NSDAP-Gouwleiding) van Karinthië en nam de functie van Landeshauptmann op. Op 11 november 1941 volgde zijn benoeming door Hitler tot Reichsstatthalter (RVK) en Chef der Zivilverwaltung (CdZ). Net als in Salzburg werd Rainer op 11 december 1942 ook benoemd tot RVK.
Na de wapenstilstand van Cassibile van 8 september 1943, werd Rainer benoemd tot Oberster Kommissar: het commando over het Operationszone Adriatisches Küstenland (OAK) (vrije vertaling: Operatiezone Adriatische Kustland). En tegelijk werd hij benoemd tot Chef der Zivilverwaltung in de Italiaanse provincies Friuli en Istrië.
Op 7 mei 1945 gaf Rainer zijn ambtsbezigheid aan een provisorische landsregering over, en vluchtte naar het gebied om de Weissensee. Na aanwijzingen van de lokale bevolking, arresteerde Britse soldaten Rainer. In Neurenberg getuigde Rainer in het proces tegen de 24 belangrijkste oorlogsmisdadigers, en trad als getuige voor Arthur Seyss-Inquart op. In februari 1947 werd Rainer aan Joegoslavië uitgeleverd, en in Ljubljana voor een militaire rechtbank van het 4e Leger aangeklaagd.
Rainer werd beschuldigd van:
- Dwangarbeid;
- Het onder dwang opnemen van Joegoslavische burgers in de Wehrmacht;
- De ordenen om 35 dorpen plat te branden;
- Het tolereren van 864 gijzelingen en de gevangenneming en deportatie van Slovenen naar concentratiekampen;
- Het doel verbeteren van de culturele, materiële en het vernietigen van de economische fundamenten van het Sloveense volk.

Hij beriep zich op orders van Hitler en Himmler, en voerde in zijn slotpleidooi aan dat hij geprobeerd had Hitlers Germaniseringsbevel te verzwakken.
Op 19 juli 1947 werd Rainer ter dood veroordeeld. Het vonnis werd in augustus 1947 bevestigd, en volgens officiële informatie op 18 augustus 1947 uitgevoerd. Zijn weduwe kreeg na de oorlog een overlijdensakte uit Joegoslavië, hierop stond diezelfde datum. Tientallen jaren daarna was de datum van zijn exacte executie onbekend en kon alleen worden gespeculeerd.

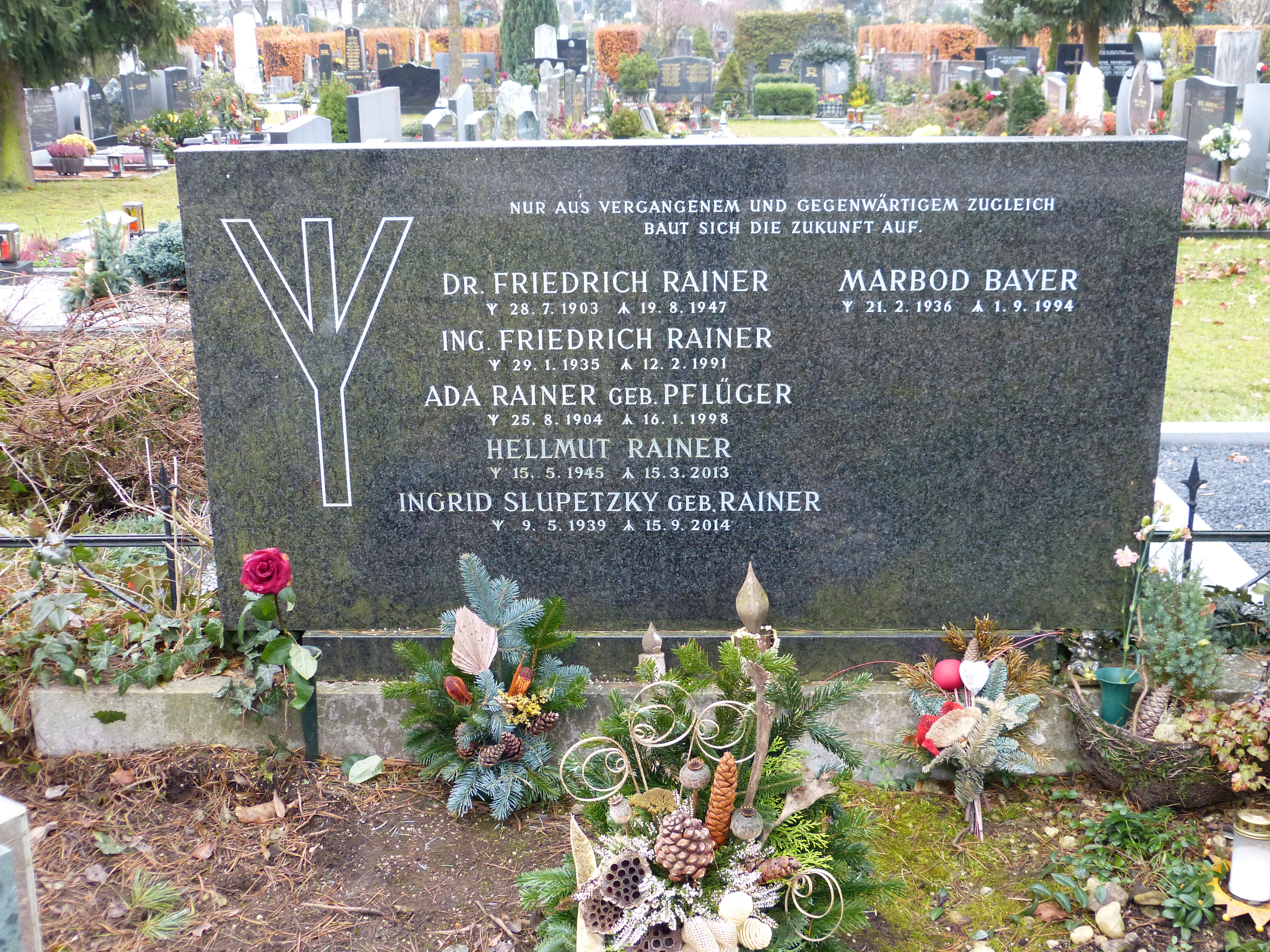
De grafsteen van Rainer op het Friedhof Klagenfurt-Annabichl, met elhaz-rune en citaat van Hitler.

Net als in soortgelijke gevallen deden tot de jaren vijftig geruchten de ronde dat Rainer nog leefde. In 2010 kwam in het Sloveense Nationale Archief in Ljubljana documentatie aan het licht die de vraag mogelijk heeft beantwoord. Een aantekening in het dagboek van de voormalig minister van Binnenlandse Zaken in Slovenië Boris Kraigher, geeft aan dat Dr. Rainer aan het eind van november 1950 samen met een aantal andere gevangenen geëxecuteerd werd. De lange vertraging in de executie van Rainer wordt verklaard door het feit dat Tito's geheime politie hem als informant gebruikte.
Tussen de zomer van 1947 tot het eind van 1949, en waarschijnlijk tot 1950, schreef Rainer meer dan 3.000 pagina's die zich nu in het Sloveense Nationale Archief bevinden.

## Carrière
Rainer bekleedde verschillende rangen in zowel de Sturmabteilung als Allgemeine-SS. De volgende tabel laat zien dat de bevorderingen niet synchroon liepen.
| Datum                       | Sturmabteilung | Hitlerjugend      | Allgemeine-SS        | NSDAP                        | Staatsdienst             |
| --------------------------- | -------------- | ----------------- | -------------------- | ---------------------------- | ------------------------ |
| 1923                        | SA-Mann        | —                 | —                    | —                            | —                        |
| 12 september 1937           | —              | —                 | SS-Untersturmführer  | —                            | —                        |
| 12 maart 1938               | —              | —                 | SS-Standartenführer  | —                            | —                        |
| 12 maart 1938               | —              | —                 | —                    | —                            | Staatssekretär           |
| 8 april 1938 - 9 april 1938 | —              | HJ-Oberbannführer | —                    | —                            | —                        |
| 24 mei 1938                 | —              | —                 | —                    | —                            | Staatssekretär           |
| 24 mei 1938                 | —              | —                 | —                    | Gauleiter der NSDAP          | —                        |
| 24 mei 1938                 | —              | —                 | —                    | —                            | Landeshauptmann          |
| 25 juli 1938                | —              | —                 | SS-Oberführer        | —                            | —                        |
| 30 januari 1939             | —              | —                 | SS-Brigadeführer     | —                            | —                        |
| 1 september 1939            | —              | —                 | —                    | Reichsverteidigungskommissar |                          |
| 15 maart 1940               | —              | —                 | —                    | —                            | Reichsstatthalter        |
| 9 november 1940             | —              | —                 | SS-Gruppenführer     | —                            | —                        |
| 30 januari 1941             | —              | HJ-Gebietsführer  | —                    | —                            | —                        |
| 11 december 1942            | —              | —                 | —                    | Reichsverteidigungskommissar |                          |
| 21 juni 1943                | —              | —                 | SS-Obergruppenführer | —                            | —                        |
| Augustus 1943               | —              | —                 | —                    | —                            | Chef des Zivilverwaltung |

## Lidmaatschapsnummers
- NSDAP-nr.: 301860 (lid geworden 10 oktober 1930[3][4][7][20][14])
- SS-nr.: 292774[3][7] (lid geworden januari 1930 - eind 1933[2][20][14] - 1934[3][14])

## Onderscheidingen
Selectie:
- Gouden Ereteken van de NSDAP[3][7][22] op 30 januari 1939[24][25]
- Ehrendegen des Reichsführers-SS[2][22] op 1 december 1938[24]
- Medaille ter Herinnering aan de 13e Maart 1938[3][7] in 1939[24]
- Ehrenwinkel der Alten Kämpfer[26][24]
- SS-Ehrenring[22] op 30 januari 1942[24]
- Dienstonderscheiding van de NSDAP in zilver[7][24]
- Gouden Ereteken van de Hitlerjeugd met Eikenloof[24]
- Orde van Verdienste (Bulgarije), 2e Klasse[24]